# Nandurbar (distrikt)

Distriktets läge i Maharashtra.

Nandurbar är ett distrikt i delstaten Maharashtra i västra Indien. Distriktet bildades den 1 juli 1998, från att området tidigare varit en del av distriktet Dhule. Befolkningen uppgick till 1 311 709 invånare vid folkräkningen 2001, på en yta av 5 034 kvadratkilometer. Den administrativa huvudorten är Nandurbar. 

## Administrativ indelning
Distriktet är indelat i sex kommunliknande enheter, tehsil:
- Akkalkuwa
- Akrani
- Nandurbar
- Nawapur
- Shahade
- Talode

## Städer
Distriktets städer är:
- Nandurbar
- Nawapur
- Purushottamnagar
- Shahade
- Talode